# قائمة الأستراليين الحاصلين على جائزة نوبل

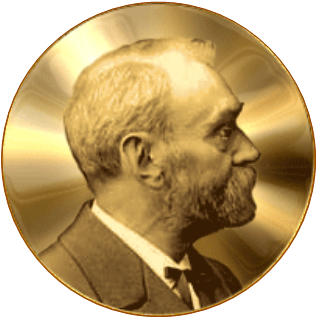
شعار جائزة نوبل.

منذ عام 1915 كان هناك خمسة عشر فائزاً أسترالياً بجائزة نوبل. منحت أغلب هذه الجوائز (ثمانية) في مجال علم وظائف الأعضاء أو الطب، يعتبر وليام لورنس براغ أصغر فائز أسترالي بجائزة نوبل فقلد كان يبلغ من العمر 25 سنة فقط عند فوزه. براج ووالده (ويليام هنري براغ) هما الثنائي الوحيد اللذان حصلا على جائزة نوبل في العام نفسه. 
تتضمن هذه القائمة الفائزين الذين لم يولدوا في أستراليا، بل الذين قضوا جزء كبير من حياتهم في أستراليا من أجل العمل وما شابه.

## الحائزون على الجائزة
| السنة | الصورة | الحائز على الجائزة           | المجال                    |
| ----- | ------ | ---------------------------- | ------------------------- |
| 1915  |        | السير وليام لورنس براغ       | الفيزياء                  |
| 1915  |        | السير ويليام هنري براغ       | الفيزياء                  |
| 1945  |        | هوارد فلوري                  | علم وظائف الأعضاء أو الطب |
| 1960  |        | السير فرانك ماكفارلين بورنيت | علم وظائف الأعضاء أو الطب |
| 1963  |        | السير جون إيكلس              | علم وظائف الأعضاء أو الطب |
| 1964  |        | الكسندر بروخروف              | الفيزياء                  |
| 1970  |        | السير برنارد كاتس            | علم وظائف الأعضاء أو الطب |
| 1973  |        | باتريك وايت                  | الأدب                     |
| 1975  |        | السير جون كورنفورث           | الكيمياء                  |
| 1994  |        | جون هارساني                  | الاقتصاد                  |
| 1996  |        | بيتر دوهرتي                  | علم وظائف الأعضاء أو الطب |
| 2003  |        | جون ماكسويل كويتزي           | الأدب                     |
| 2005  |        | روبن وارن                    | علم وظائف الأعضاء أو الطب |
| 2005  |        | باري مارشال                  | علم وظائف الأعضاء أو الطب |
| 2009  |        | إليزابيث بلاكبيرن            | علم وظائف الأعضاء أو الطب |
| 2011  |        | بريان شميدت                  | الفيزياء                  |